# ژان باتیست سیمئون شاردن
ژان باتیست سیمئون شاردن (به فرانسوی: Jean Baptiste Siméon Chardin) نقاش فرانسوی قرن هجدهم بود. او بیشتر در تابلوهایش طبیعت بی‌جان و عناصر ساده و بی‌پیرایه زندگی روزمره را ترسیم می‌کرد.

## نگارخانه

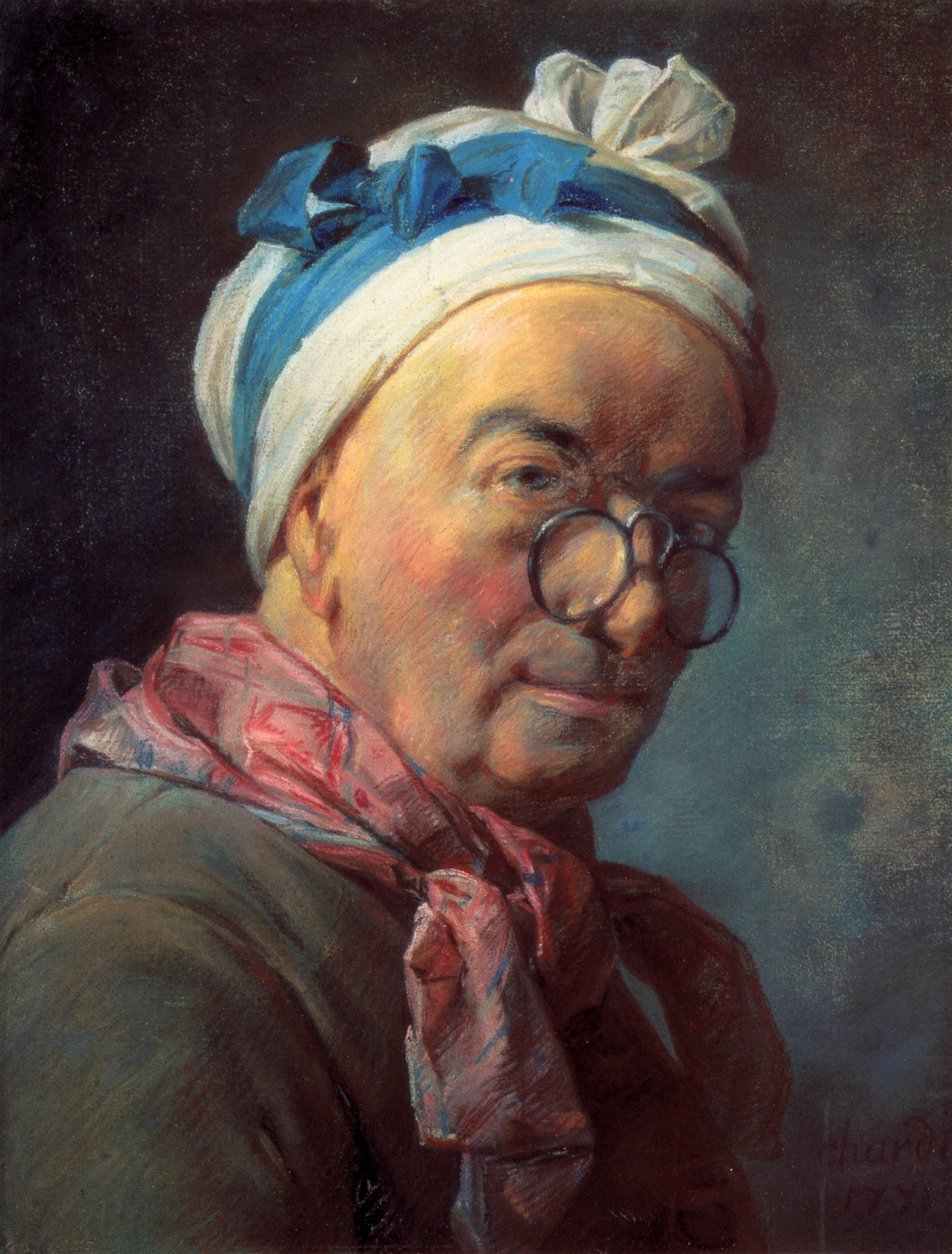
خوچهره‌نگاری که شاردن را با ظاهری عجیب نشان می‌دهد، ۱۷۷۱، پاستل، موزه لوور، پاریس
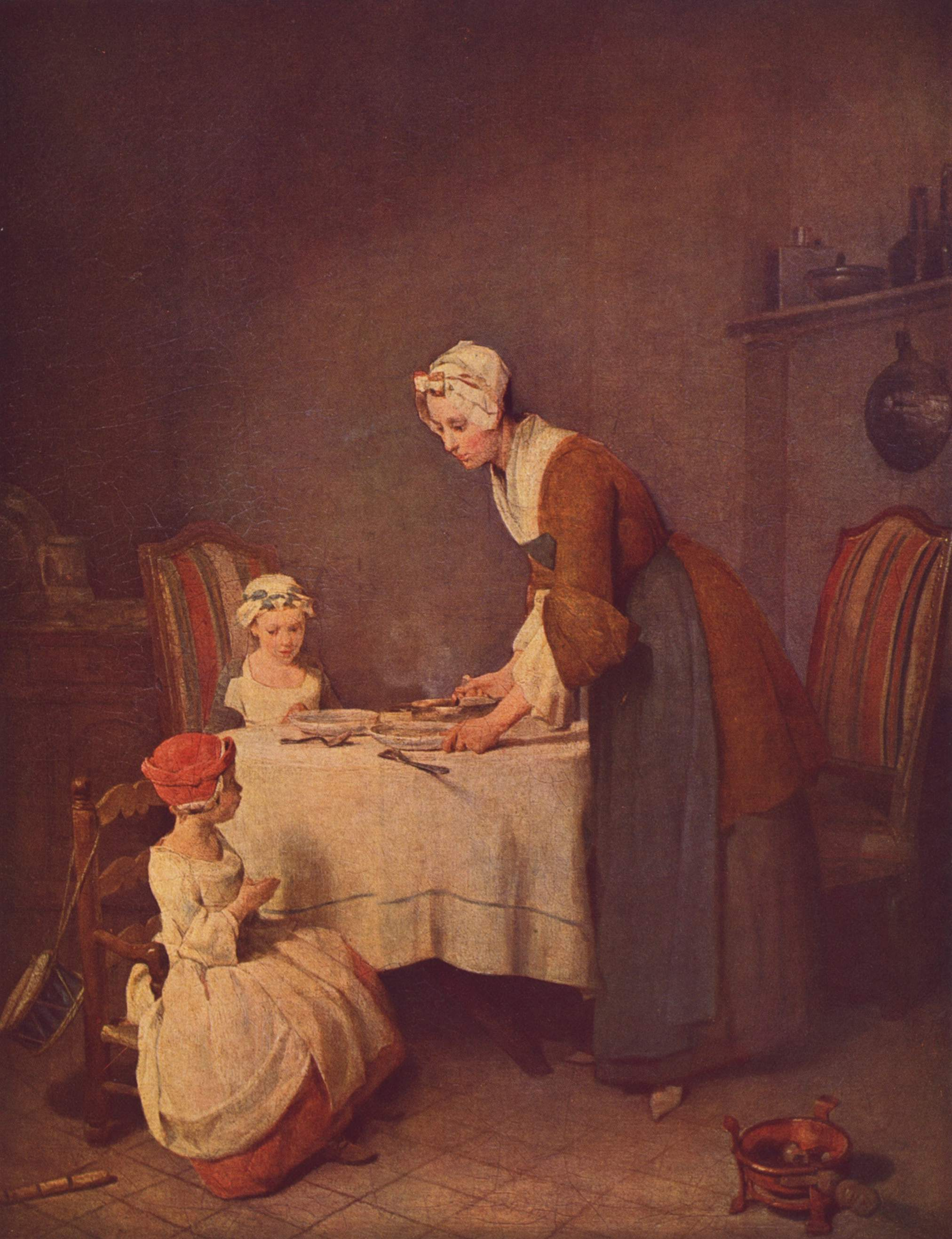
«برکت»، رنگ روغن، ۴۹ × ۳۸ سانتیمتر، ۱۷۴۰، موزه لوور
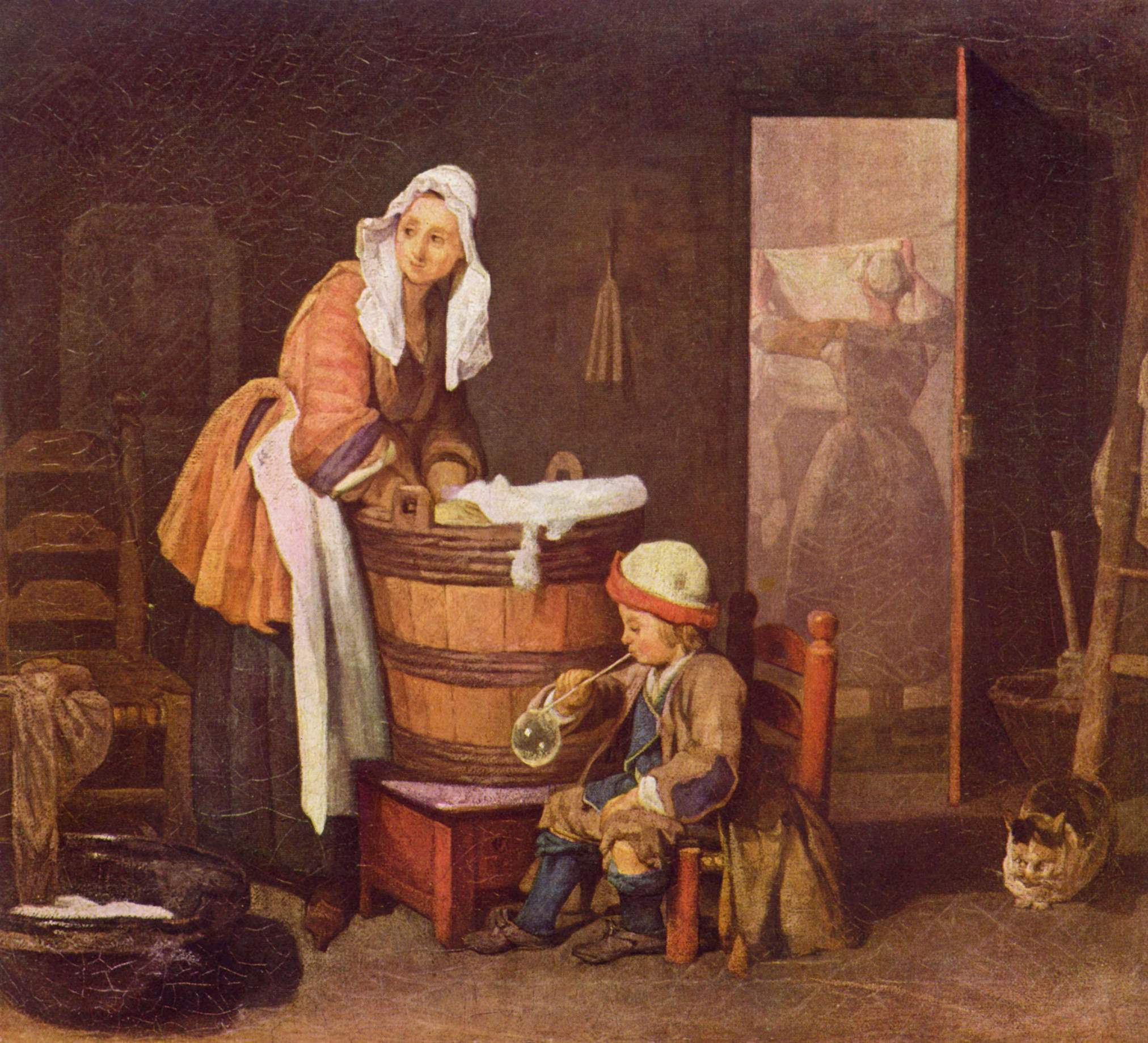
«زن لباس‌شوی»، رنگ روغن، ۳۷ × ۴۲ سانتیمتر، حدود ۱۷۳۵، موزه ارمیتاژ، سن پترزبورگ
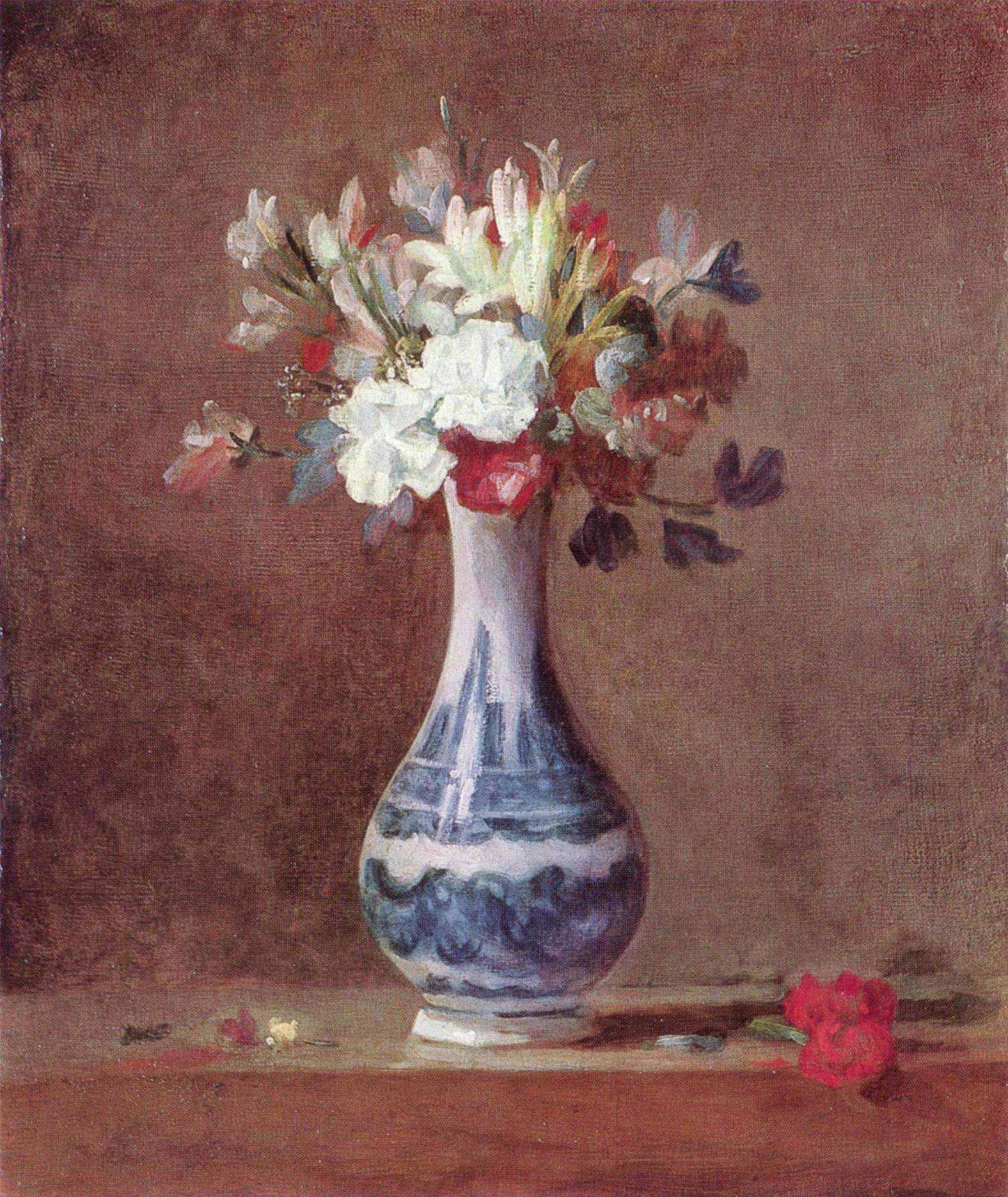
طبیعت بیجان، گل‌ها در گلدان، رنگ روغن روی بوم، ۴۴ × ۳۶ ساتیمنر، حدود ۱۷۶۰-۱۷۶۳، گالری ملی اسکاتلند
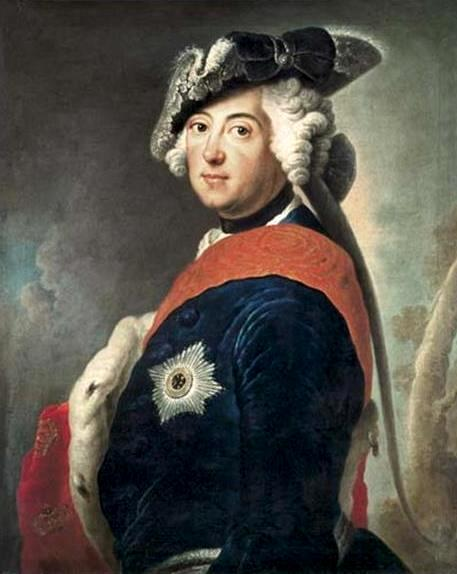
تک‌چهره فریدریش دوم پروس